# Betty Comden
Betty Comden, pseudonimo di Basya Cohen (New York, 3 maggio 1917 – New York, 23 novembre 2006), è stata un'attrice teatrale, sceneggiatrice e commediografa statunitense.

## Biografia
Originaria di New York, ha lavorato per circa sessant'anni in coppia con Adolph Green, nel duo chiamato appunto Comden & Green. La coppia ha lavorato sia a Hollywood che a New York e ha scritto importanti musical tra gli anni quaranta e cinquanta. Raggiunse in particolare il successo come librettista grazie a On the Town, musical che ha debuttato nel 1944 e la cui musica è di Leonard Bernstein.
Nel 1945 ha firmato un contratto come sceneggiatrice per la MGM e si è trasferita con Green in California.
Tra i loro lavori come sceneggiatori per il cinema vi sono I Barkleys di Broadway (1949), Un giorno a New York (1949), Spettacolo di varietà (1953), È sempre bel tempo (1955), Cantando sotto la pioggia (1952), La signora mia zia (1958) e Susanna agenzia squillo (1960). Hanno scritto i testi dei musical Wonderful Town (1953), Peter Pan (1954), Say, Darling (1958), Do Re Mi (1960), Hallelujah, Baby! (1967) e altri.
Nel 1980 è stata inserita nella Songwriters Hall of Fame nel 1981 nella American Theatre Hall of Fame.
Ha interpretato Greta Garbo nel film Cercando la Garbo (1984, non accreditata).
Nel 1991 ha ricevuto il Premio Kennedy condiviso con Adolph Green. Nel corso della sua carriera ha vinto sette volte il Tony Award. Per due volte (1954 e 1956) ha ricevuto la nomination all'Oscar alla migliore sceneggiatura originale.
Dal 1942 al 1979 (anno della morte del marito) è stata sposata con Steven Kyle.
È morta nel 2006 a Manhattan.

## Filmografia
- Spettacolo di varietà (The Band Wagon), regia di Vincente Minnelli (1953)
- È sempre bel tempo (It's Always Fair Weather), regia di Stanley Donen e Gene Kelly - soggetto e sceneggiatura (1955)
- Susanna agenzia squillo (Bells Are Ringing), regia di Vincente Minnelli (1960)
- Cercando la Garbo (Garbo Talks), regia di Sidney Lumet (1984)